# Danh sách thư viện ở Tây Ban Nha
Đây là danh sách các thư viện ở Tây Ban Nha.

## Các thư viện quốc gia
- National Library of Spain

## Các thư viện cộng đồng tự trị
- Thư viện Andalusia
- Thư viện Aragon
- Thư viện Cantabria
- Thư viện Castile and Leon
- Thư viện Castile-La Mancha
- Thư viện quốc gia Catalonia
- Thư viện Madrid Regional
- Thư viện Navarre
- Thư viện Valencian
- Thư viện Extremadura
- Thư viện Galicia
- Thư viện La Rioja
- Thư viện Asturias
- Thư viện vùng Murcia

## Các thư viện công cộng

### Andalusia
- Thư viện công cộng Almería
- Thư viện công cộng Cádiz
- Thư viện công cộng Córdoba
- Thư viện công cộng Granada
- Thư viện công cộng Huelva
- Thư viện công cộng Jaén
- Thư viện công cộng Málaga
- Thư viện công cộng Seville

### Catalonia
- Thư viện công cộng Lleida

### Cộng đồng Valencia
- Thư viện công cộng Valencia

### Khác
- Thư viện công cộng Toledo (Tây Ban Nha)

## Thư viện đại học
- Thư viện đại học Santiago de Compostela
- Thư viện đại học Salamanca
- Thư viện đại học Barcelona
- Thư viện đại học Seville
- Thư viện đại học Valladolid

## Các thư viện khác
- El Escorial#Thư viện